# Viège de Saas
Pour les articles homonymes, voir Vispa (homonymie).
La Saaser Vispa ou Viège de Saas en français est une rivière de Suisse qui coule le long de la vallée de Saas. Elle rejoint la Viège de Zermatt à la hauteur de Stalden pour former la Vispa.

## Sources
1. ↑  Robert Vivian, « La catastrophe du glacier Allalin », Revue de Géographie Alpine, vol. 54, no 1,‎ 1966, p. 97–112 (DOI 10.3406/rga.1966.3248, lire en ligne, consulté le 29 juillet 2025)
2. ↑  (de) « Saaser Vispa », sur map.geo.admin.ch (consulté le 29 juillet 2025)